# Powiat Bratysława V
Powiat Bratysława V (słow. okres Bratislava V) – słowacka jednostka administracyjna znajdująca się w kraju bratysławskim, obejmująca bratysławskie dzielnice Petržalka, Jarovce, Rusovce, Čunovo.
Powiat Bratysława V zajmuje obszar 94,2 km², jest zamieszkiwany przez około 111 tysięcy obywateli.
Teren powiatu – jedyny należący do Słowacji obszar na południe od Dunaju – zwano dawniej przyczółkiem bratysławskim.